# برآشفتن
برآشفتن یا برآشفتگی (به انگلیسی: Outrage) یک احساس اخلاقی قوی است که با ترکیبی از تعجب، انزجار و خشم، معمولاً در واکنش به یک تخلف شخصی شدید مشخص می‌شود. این واژه از ریشهٔ فرانسوی قدیمی "ultrage" می‌آید، که به نوبه خود از واژهٔ لاتین سنتی "ultra" به معنای "فراتر از"، وام گرفته شده است.
برآشفتن اخلاقی احساس خشمی است که در واکنش به یک بی‌عدالتی تجربه می‌شود، به این ترتیب که مستلزم قضاوت اخلاقی است و اغلب با میل به شرمساری و/یا مجازات خطاکاران همراه است.

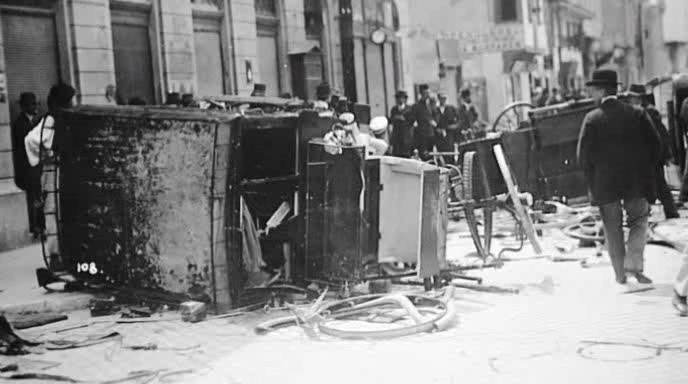
تأثیر برآشفتگی عمومی دربارهٔ ترور آرشیدوک فرانتس فردیناند اتریش